# フェリド・ムラド
フェリド・ムラド（Ferid Murad、1936年9月14日 - 2023年9月4日）はアメリカ合衆国の内科医、薬理学者。1998年にロバート・ファーチゴット、ルイ・イグナロと共にノーベル生理学・医学賞を受賞した。ジョージ・ワシントン大学生化学・分子生物学科の教授を務めた。

## 来歴
インディアナ州ホワイティング出身のアルバニア系。医学と薬理学のPh.D.を1965年にケース・ウェスタン・リザーブ大学にて取得した。その後、彼はバージニア大学に行き、1970年に教授となり、1981年よりスタンフォード大学、1997年よりテキサス大学オースティン校の教授を歴任し、2011年より現職。
彼の主要な研究は、ニトログリセリン及びその関連の薬物を用い、循環系において弛緩因子である一酸化窒素を体内に放出させる事により血管を拡張させる研究である。信号伝達の不明であった段階は、ロバート・ファーチゴットおよびルイ・イグナロにより解明され、1998年に彼らと共にノーベル生理学・医学賞（また、ロバート・ファーチゴットとともに1996年にアルバート・ラスカー基礎医学研究賞）を受賞した。しかしながらサルバドール・モンカダ（彼は、別に独立してルイ・イグナロと同じ結論に至った）へノーベル生理学・医学賞を与えなかったノーベル委員会には批判が出た。
ノーベル医学・生理学賞の受賞理由となったムラドの研究が革新的だったのは、生体内における情報伝達は「液体」を用いた化学的伝達、「電気」を用いた電気的伝導で行われていると考えられていた中、一酸化窒素(NO)すなわち「気体」を用いても情報伝達が行われていることを明らかにした点である。ムラドらにより発見された血管をコントロールするためのメカニズムの適用例の一つとして、男性用の勃起不全の治療薬であるバイアグラの開発が挙げられる。
2023年9月4日、メンローパークで死去。86歳没。